# Matias Gonzalo Piñal
Matias Gonzalo Piñal (* 30. Januar 1987 in Río Cuarto) ist ein argentinischer Fußballtorwart.
Piñal stand von 2007 bis 2009 in Reihen des argentinischen Vereins Racing Club. 2010 war er für den CD River Ecuador in Guayaquil aktiv. Er spielt im Jahr 2013 in der andorranischen Primera Divisió bei CE Principat. Er bestritt in der Saison 2012/13 für seinen Verein zehn Ligaspiele.